# Грунин, Юрий Васильевич
Юрий Васильевич Грунин (26 мая 1921 года, Симбирск — 25 апреля 2014 года, Жезказган) — русский российский и казахстанский поэт.

## Биография
Начал писать стихи ещё в школе, печатался с 1939 г. В 1937—1941 гг. учился в Казанском художественном училище, окончить учёбу не успел — училище расформировали в связи с началом Великой Отечественной войны. Был призван в армию, сначала в стройбат, потом в действующие войска на Северо-Западный фронт. В мае 1942 года был контужен в бою и подобран на поле боя штурмовиками дивизии СС «Мёртвая голова».
Три года (с мая 1942 г. по май 1945 г.) провёл в плену, в прифронтовых лагерях военнопленных на оккупированных немецко-фашистскими войсками территориях Новгородской, Псковской областей, Белоруссии, Латвии, Литвы, Польши, в Германии. Принимал участие в подпольной комсомольской организации советских военнопленных, которая устраивала побеги, скрывала командиров и коммунистов, казнила предателей. В числе других 165 000 военнопленных Грунин работал на строительстве дорог в Организации Тодта, приравненной к армейским частям вермахта, за что и был впоследствии осуждён.
В мае 1945 г. лагерь военнопленных перешёл в руки британских войск. Англичане предлагали всем интернированным советским военнопленным службу в британской армии и гражданство. Грунин был в числе отказавшихся. Он вернулся в Советскую Армию, проходил службу в зоне советской оккупации Берлина, но вскоре был арестован. Десять лет отбыл в ГУЛаге: сначала на лесоповале в Усольлаге (Северный Урал), затем в Степлаге (Казахстан). Был свидетелем и участником Кенгирского восстания 1954 года.
С 1955 года жил в казахстанском городе Джезказгане (с 1993 г. Жезказган), принимал участие в строительстве Джезказгана, сначала как рабочий-заключённый, потом как архитектор. Грунин — художник, автор деревянных скульптур и иллюстраций к собственным произведениям.
Был женат; дочери Ольга и Юлия, есть внуки и правнуки.

## Творчество
Стихи публиковались в журналах «Новый мир», «Сибирские огни», «Октябрь», «Огонёк», «Советская женщина», «Волга», «Радуга», «Простор», «Нива», «Слово», «Андрей», «Золотой век», в альманахах «Следопыт Средней Азии», «День поэзии 1989», а также в периодике Болгарии, Австрии, ГДР. Его стихотворения вошли в сборник «Средь других имен» ISBN 5-239-00920-1 («Московский рабочий», 1990) и антологию русской поэзии XX века «Строфы века» ISBN 5-89356-006-X («Полифакт», 1999, составитель Евгений Евтушенко).
Грунин состоял в Союзе писателей СССР (с апреля 1991 г.), член Союза писателей Казахстана, автор книг «Пелена плена» (Алма-Ата «Газета», 1993), «Моя планида» ISBN 5-610-01370-4 (Алматы «Жалын», 1996,), повести «Спина земли» (Астана 1999), «По стропам строк» (Томск «Дочериздат», 1999), «Предсмертие» (Томск «Дочериздат», 1999), «Фантасмагория бытия» (Томск «Дочериздат», 2002, 2003), сборника стихов и поэм «Предсмертие» ISBN 978-5-91568-008-0 (Ульяновск, издательская группа «Артишок», 2008), автобиографического романа «Живая собака».